# Dianne Hayter
Pour les articles homonymes, voir Hayter.
Dianne Hayter, baronne Hayter de Kentish Town (née le 7 septembre 1949) est une femme politique britannique travailliste membre de la Chambre des lords. Elle est membre du Comité exécutif national du Parti travailliste de 1998 à 2010, représentant les sociétés socialistes. Elle est présidente du parti travailliste de 2007 à 2008.

## Carrière
Elle est la fille d'Alec Bristow Hayter (décédé en 1972) et de Nancy Evans (décédée en 1959). Formée au Trevelyan College, Université de Durham, où elle étudie l'administration sociale et publique (BA), elle obtient un doctorat à l'Université de Londres en 2004.
Hayter est secrétaire général de la Fabian Society entre 1976 et 1982 et directrice générale du Parti travailliste du Parlement européen de 1990 à 1996. Elle siège au Comité exécutif national du Labour de 1998 à 2010 et le préside en 2007-2008.
Les archives et le centre d'étude d'histoire du travail au Musée d'histoire du peuple à Manchester conservent les papiers personnels de Dianne Hayter dans leur collection, s'étendant de la fin des années 1970 à 2010 .
De 1984 à 1990, elle est directrice d' Alcohol Concern. De 1996 à 1999, elle est directrice des affaires générales du Wellcome Trust. Hayter est membre du conseil d'administration d'un certain nombre d'organisations, dont le Conseil des normes actuarielles du Financial Reporting Council, le Comité des déterminations du Régulateur des pensions, le Service de l'ombudsman des arpenteurs et le Conseil des pratiques d'insolvabilité. Elle est présidente du Legal Services Consumer Panel et était auparavant vice-présidente du Financial Services Authority Consumer Panel et présidente du Consumer Panel du Bar Standards Board. Elle est juge de paix de 1976 à 1990.

## Chambre des lords
Le 22 juin 2010, elle est créée pair à vie en tant que baronne Hayter de Kentish Town, de Kentish Town dans le quartier londonien de Camden, et est présentée à la Chambre des lords le même jour.
Elle est whip d'octobre 2011 à septembre 2015. Elle est porte-parole de l'ombre pour un certain nombre de départements. Elle est élue chef adjointe des travaillistes chez les Lords en juin 2017.
En juillet 2019, elle est limogée de son poste de ministre de l'ombre du Brexit pour avoir fait ce que les travaillistes ont qualifié de remarques "profondément offensantes" lors d'une réunion du groupe travailliste d'abord, affirmant que la direction du parti n'était pas ouverte aux opinions extérieures et les comparant à être "dans un bunker" comme les "derniers jours d'Hitler",.

## Vie privée
Dianne Hayter vit à Kentish Town, Londres avec son mari, le professeur (Anthony) David Caplin, qu'elle épouse en 1994.